# Yvette Cuvelier
Yvette Cuvelier, née à Paris le 6 mai 1943, est une actrice et danseuse française.
Elle se consacrera au théâtre après 1959, surtout au TNP (Théâtre National Populaire).

## Filmographie
- 1956 : Gervaise de René Clément - Augustine
- 1956 : La Traversée de Paris de Claude Autant-Lara - La jeune servante juive
- 1956 : Notre-Dame de Paris de Jean Delannoy
- 1959 : Vous n'avez rien à déclarer ? de Clément Duhour